# Pocillopora woodjonesi
Pocillopora woodjonesi là một loài san hô trong họ Pocilloporidae. Loài này được Vaughan mô tả khoa học năm 1918.